# Große Synagoge (Marseille)

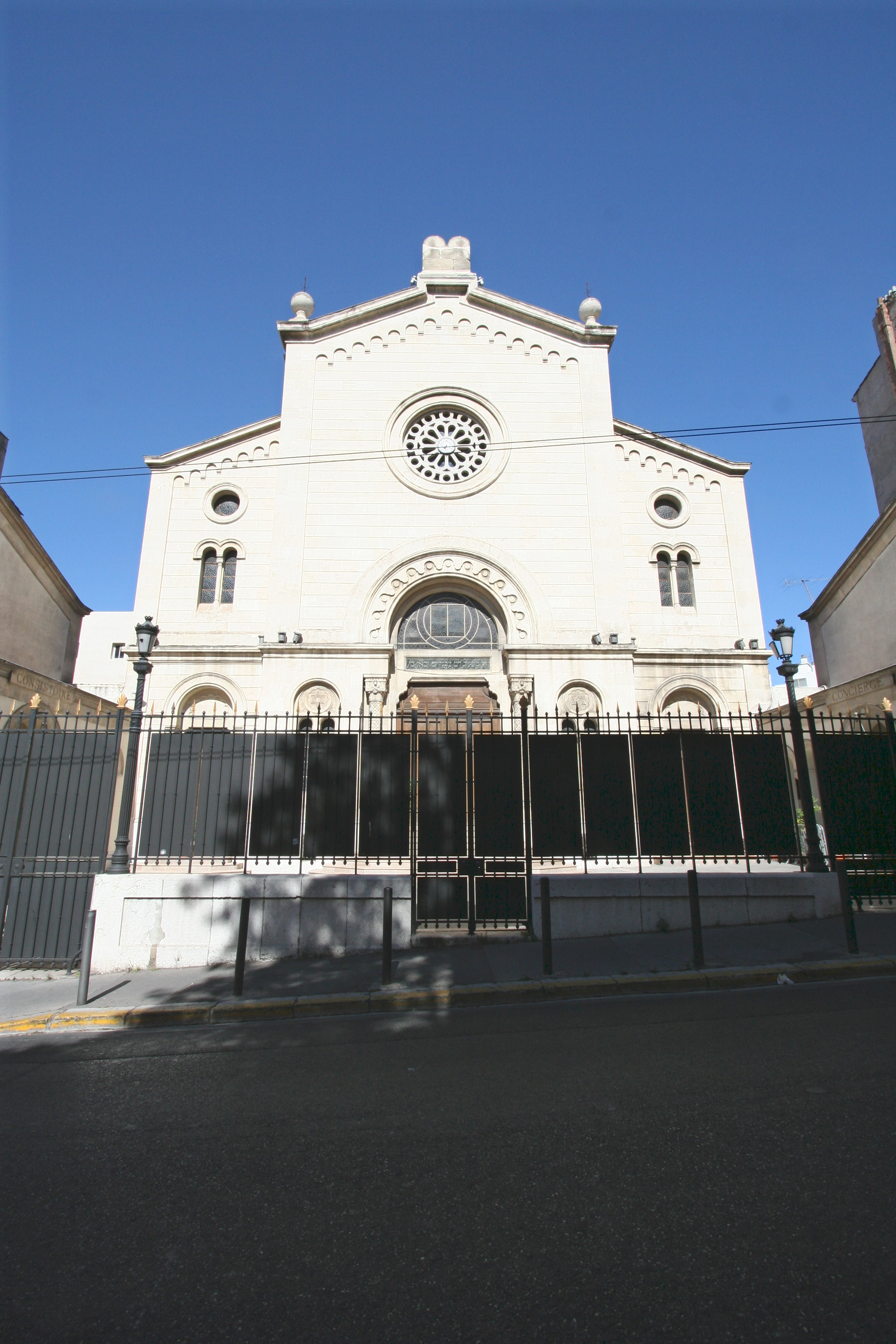
Große Synagoge in Marseille

Die Große Synagoge (französisch Grande synagogue oder Grande temple) ist die größte von 35 Synagogen in Marseille. Sie liegt zwischen der Rue Breteuil und der Impasse Dragon im 6. Arrondissement und ist das Zentrum der Juden in Marseille, die mit 75.000 Mitgliedern die bedeutendste jüdische Gemeinde am Mittelmeer außerhalb Israels ist. 1855 wurde der Neubau der Synagoge vom Konsistorium ausgeschrieben, das sich 1860 mit dem Ministère des cultes für die Pläne des Architekten Nathan Salomon entschied. 1863 wurde die Synagoge gebaut, 1864 erfolgte die Weihung, 2007 die Klassifizierung als Monument historique.